# サト・ストイツィズモ
サト・ストイツィズモ（SAT Stoicizmo）は、1981年にクロアチア（当時はユーゴスラビア）で結成された実験音楽のバンドである。
サト・ストイツィズモは1981年に最初のレコーディングを行い、1982年にメンバー交代を行ってから1987年まで活動した。1990年代にドイツのレーベルArtwareから再発されるまで作品がほとんど流通されていなかったこと、またメンバーであったヴェリミール・モスティッチ（Velimir Mostić）がクロアチア紛争で戦死していることから、幻のグループと呼ばれている。
未来派を指向し、ルイージ・ルッソロからの影響を受けた音楽性は、ロックからポップス、電子音楽、ノイズミュージックなど取り入れており、「純粋なインダストリアル・ミュージック」と評価されている。

## ディスコグラフィ
- Mah2 (1985年) ※1997年にCDとLPで再発
- Jacati Tijelo Sportom (1987年) ※20分を超える表題曲のみを収録。1995年にLP再発、2008年にCDで再発